# أمانوز (تارسوات)
أمانوز هي إحدى مشيخات المملكة المغربية، تتبع جغرافيا لإقليم تيزنيت وإداريًا لتارسوات. يقدر عدد سكانها بـ 3073 نسمة حسب الإحصاء الرسمي للسكان والسكنى لسنة 2004.